# كارلوس ريدمان
كارلوس ريدمان (بالإنجليزية: Carlos Redman)‏ هو ملحن وعازف جاز وكاتب أمريكي، ولد في 28 أغسطس 1982.